# ریچارد ان. هاس

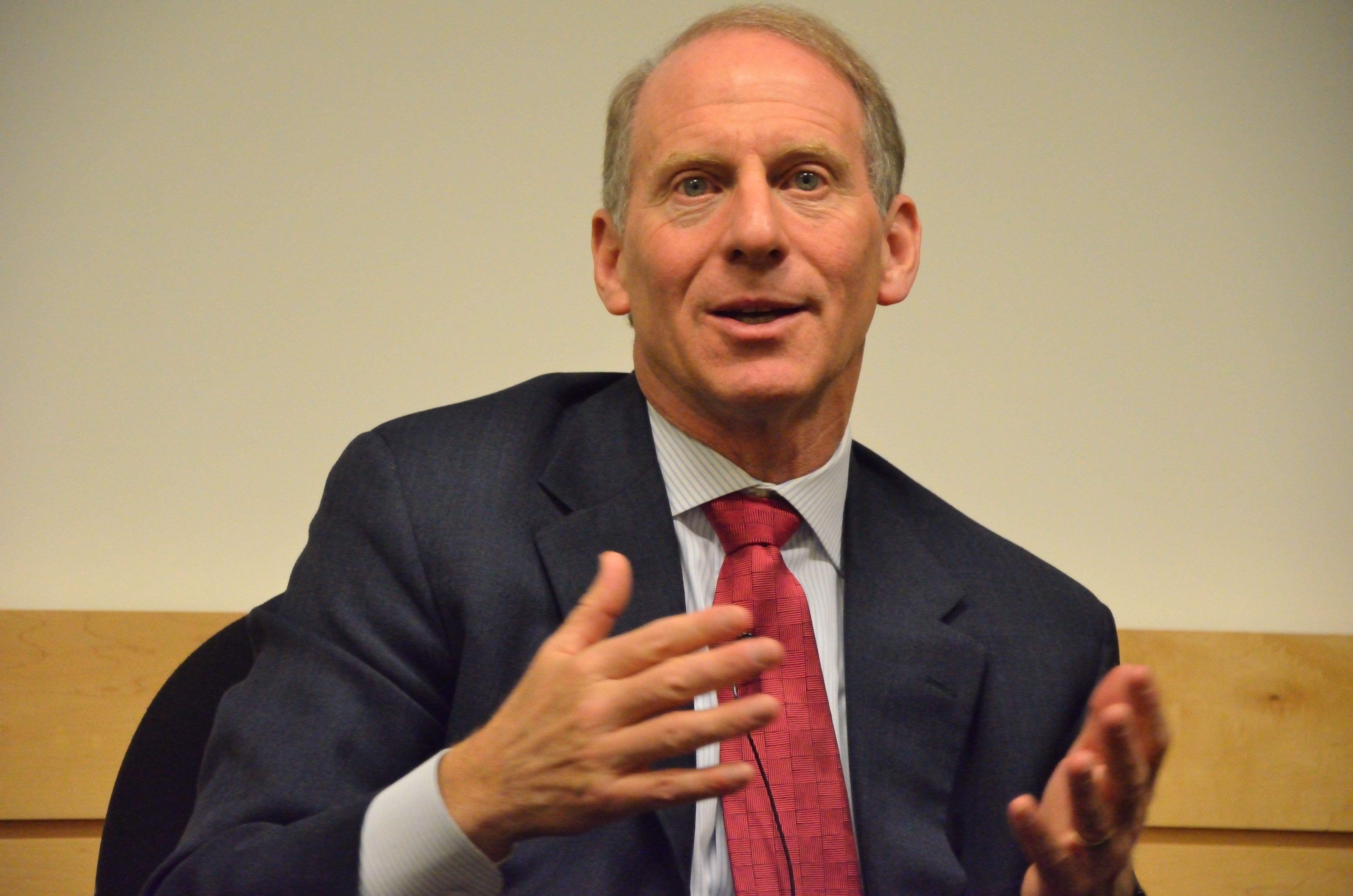
ریچارد هاس

ریچارد ناتان هاس (زاده 28 ژوئن ۱۹۵۱، بروکلین) از ژوئن سال ۲۰۰۳ تا ژوئن سال ۲۰۲۳ در سمت رئیس شورای روابط خارجی آمریکا بوده‌است. پیش از آن مدیر برنامه‌ریزی سیاست وزارت امور خارجه ایالات متحده و مشاور نزدیک کالین پاول وزیر امور خارجه در دولت جورج دبلیو بوش بود. در اکتبر ۲۰۲۲، هاس اعلام کرد که در ژوئن ۲۰۲۳ از سمت خود کنار خواهد رفت. مایکل فرومن، نماینده سابق تجاری ایالات متحده جانشین او شد.
او نویسنده دوازده کتاب است که یازده عنوان در مورد امور خارجی و یک مورد آن در حوزه مدیریت تألیف شده‌است. او با همسرش سوزان و دو فرزندش سام و فرانچسکا در نیویورک زندگی می‌کند.
هاس در یک خانواده یهودی در بروکلین، از مارسلا روزنتال و ایروینگ بی هاس متولد شد. هاس در سال ۱۹۶۹ از دبیرستان روسلین فارغ‌التحصیل شد. او یک محقق در دانشگاه آکسفورد بود، جایی که در سال ۱۹۷۸ مدرک کارشناسی ارشد و دکترا را به پایان رساند.